# Trận Haelen
Trận Haelen, được mệnh danh là Trận Các Mũ trụ Bạc, là một trận đánh trong cuộc xâm chiếm Bỉ của quân đội Đế quốc Đức trên Mặt trận phía Tây thời Chiến tranh thế giới thứ nhất, diễn ra vào ngày 12 tháng 8 năm 1914. Đây là trận đánh đầu tiên của kỵ binh trên Mặt trận phía Tây. Trong cuộc giao chiến quyết liệt này, một sư đoàn kỵ binh Bỉ dưới sự chỉ huy của tướng Leon De Witte đã đẩy lùi cuộc tiến công của lực lượng kỵ binh Đức (với 2 sư đoàn) do tướng Georg von der Marwitz chỉ huy. Thất bại của các cuộc tấn công liên tiếp của quân kỵ binh Đức đã chứng tỏ những hạn chế của học thuyết kỵ binh của quân đội nước này, đồng thời là một biểu hiện ban đầu cho sự bất lực của kỵ binh trong vai trò tấn công kẻ thù được trang bị vũ khí hiện đại.
Trong khi quân đội Đức tập trung nỗ lực chính của họ vào pháo đài quan trọng Liège của Bỉ, một Quân đoàn Kỵ binh dưới quyền chỉ huy của tướng Von der Marwitz đã được phái vượt sông Meuse về hướng bắc Liège, với nhiệm vụ tiến đánh Louvain. Đầu ngày 12 tháng 8 năm 1914, Sư đoàn Kỵ binh số 4 của Đức đã tiến công thị trấn Haelen nằm trên sông Gette. Bất chấp những cuộc tấn công liên tiếp bằng đao và thương, quân Đức đã không thể đánh bại sư đoàn kỵ binh Bỉ của De Witte đang trấn giữ cầu Haelen. De Witte đã hạ lệnh cho các lực lượng của ông (gồm cả binh lính đi xe đạp và công binh) xuống ngựa, và họ chiến đấu trong suốt ngày hôm đó như bộ binh. Quân Đức đã hứng chịu thiệt hại nặng nề. Cuối cùng, Marwitz bị buộc phải triệt thoái. Đây là một trong số ít những thất bại của người Đức trong cuộc xâm lược Bỉ.
Trận Haelen đã gây cho người Bỉ phấn chấn, song điều này trở nên lầm lạc. Đây chỉ là một chiến thắng nhỏ của quân đội phe Hiệp Ước. Liège đã thất thủ vào ngày 16 tháng 8, và sau đó quân Đức đã tiếp tục cuộc tấn công của mình vào Bỉ. Một tuần sau trận chiến tại Haelen, thị trấn này đã bị quân đội Đức chiếm giữ, cùng với Tirlement.